# Mazatán, Sonora
Mazatán là một đô thị thuộc bang Sonora, México. Năm 2005, dân số của đô thị này là 1363 người.